# Gornji Neradovac
Gornji Neradovac (Servisch cyrillisch Горњи Нерадовац) is een plaats in de Servische gemeente Vranje. De plaats telt 326 inwoners (2002).